# NGC 5657
NGC 5657 is een balkspiraalstelsel in het sterrenbeeld Ossenhoeder. Het hemelobject werd op 5 juni 1880 ontdekt door de Franse astronoom Édouard Jean-Marie Stephan.

## Synoniemen
- UGC 9335
- MCG 5-34-60
- MK 814
- ZWG 163.69
- IRAS 14285+2924
- PGC 51850